# Serie B de Chile 1935
Serie B de Chile 1935 var den första säsongen av Serie B de Chile, föregångaren till Primera B de Chile. Totalt deltog sju lag i serien och alla lagen mötte varandra en gång vardera, vilket gav sex matcher totalt per lag. Santiago National vann serien före Universidad de Chile. Eftersom Ferroviarios och Alianza hamnade på samma poäng spelades ett playoff om vilket lag som skulle flyttas ner till en lägre division. Alianza förlorade playoff-spelet och flyttades ner. Serien spelades mellan den 1 november och 29 december 1935.

## Tabell
| Nr | Lag                  | SM | Poäng |
| -- | -------------------- | -- | ----- |
| 1  | Santiago National    | 6  | 10    |
| 2  | Carlos Walker        | 6  | 9     |
| 3  | Universidad de Chile | 6  | 7     |
| 4  | Green Cross          | 6  | 6     |
| 5  | Morning Star         | 6  | 6     |
| 6  | Ferroviarios         | 6  | 2     |
| 7  | Alianza              | 6  | 2     |

- Nedflyttningsplayoff:
  - Ferroviarios–Alianza 3–2

## Källa
Den här artikeln är helt eller delvis baserad på material från spanskspråkiga Wikipedia.